# Сунична весна
«Сунична весна» (англ. Strawberry Spring; інша назва — «Березневий виповзень») — оповідання американського письменника Стівена Кінга, яке спочатку було опубліковано в журналі «Ubris» навесні 1968 року, потім знову опубліковано в листопаді 1975 року в журналі «Cavalier», а в 1978 році увійшло до складу збірки «Нічна зміна».

## Сюжет
Події оповідання відбуваються у вигаданому коледжі Нью-Шерон у Новій Англії. Основні події відбуваються у березні 1968 року.
Безіменний оповідач бачить у газеті ім'я «Спрінґхіл Джек». Це ім'я нагадує йому про студентські роки в коледжі Нью-Шерон вісім років тому. Його спогади ностальгійні, майже меланхолійні.
16 березня 1968 року почалась рання, «сунична» весна, подібна до бабиного літа, що супроводжувалась густим туманом, що вночі вкривав кампус. Туман був ідеальним прикриттям для серійного вбивці, на ім'я Спрінґхіл Джек. Того ж вечора знайшли тіло дівчини на автостоянці. Серія вбивств продовжилась, відтоді було вбито ще кілька студенток. Оповідач згадує думки спільноти навчального закладу та суперечливі чутки про жертв. Поліція арештовувала Карла Амалару, хлопця першої жертви, за підозрою у скоєнні злочину, однак поки він був під арештом, було здійснене ще одне вбивство, тож поліція випустила його, як невинного. Розслідування ускладнювалось через паніку серед студентів, поліціянтів та сторожів: був епізод, коли нажаханий сторож прийняв студента без свідомості за трупа. Зрештою, жодного можливого підозрюваного не було знайдено.
Через вісім років, наступає нова сунична весна. Спрінґхіл Джек також повернувся, та знайшов нову жертву в коледжі Нью-Шерон. Після повернення додому пізно ввечері оповідача охоплює страх, коли його дружина повідомляє про його відсутність попередньої ночі. Він безплідно намагається згадати, що сталося, і лише згадує про туманну погоду, яка перебувала за вікном, схожу на ту, що була під час серії жорстоких вбивств в минулому. Під час того, як дружина плаче в іншій кімнаті, оповідач виявляє жахливе усвідомлення, що, напевно, сам є вбивцею, попри те, що нічого не пам'ятає.

## Адаптації
У 2021 році, Audio Up Media та iHeart Media випустили подкаст-адаптацію оповідання. Продюсером серії подкастів був Лі Мецґер, сама серія складалась із шости епізодів, що почали виходити у вересні 2021 року. Це був перший випадок, коли роботу Кінга офіційно адаптували, як подкаст.